# Gerbillus lowei
Espèce
Synonymes
- Gerbillus lowei (Thomas & Hinton, 1923)

Statut de conservation UICN

 DD  : Données insuffisantes
Dipodillus lowei est une espèce de rongeurs de la famille des Muridés. Cette gerbille vit au Soudan.
Synonymes :
- Gerbillus lowei[1]
- Dipodillus (Petteromys) lowei[2]